# Irwiniella indica
Irwiniella indica är en tvåvingeart som först beskrevs av Wulp 1880.  Irwiniella indica ingår i släktet Irwiniella och familjen stilettflugor. Inga underarter finns listade i Catalogue of Life.